# هاري شيل
هاري شيل (بالفرنسية: Harry Schell) مواليد 29 يونيو 1921، كان سائق فورملا 1 أمريكي سابق بدأ مسيرته الاحترافية سنة 1950. كان أول سباق له هو جائزة موناكو الكبرى 1950. خاض خلال مسيرته 57 سباقاً.

## سباقات شارك فيها
- لو مان 24 ساعة
- بطولة العالم للسيارات الرياضية